# Pristień (rejon pristieński)
Pristień (ros. Пристень) – osiedle typu miejskiego w Rosji, w obwodzie kurskim, ośrodek administracyjny rejonu pristieńskiego. W 2010 liczyło 5297 mieszkańców.